# Bothriocephalus gowkongensis
Bothriocephalus gowkongensis är en plattmaskart som beskrevs av Yeh 1955. Bothriocephalus gowkongensis ingår i släktet Bothriocephalus och familjen Bothriocephalidae. Inga underarter finns listade i Catalogue of Life.